# Frederick Mors
Frederick Mors (* 2. Oktober 1889 in Wien, Österreich-Ungarn als Carl Menarik; † nach 1916) war ein österreichischer Serienmörder.
Im Februar 1915 gestand Mors, als Mitarbeiter in einem Altenheim in New York City, Vereinigte Staaten innerhalb von vier Monaten mindestens acht Heimbewohner vergiftet zu haben. Nach seiner Verhaftung wurde bei ihm eine Narzisstische Persönlichkeitsstörung diagnostiziert, woraufhin er in ein Krankenhaus eingewiesen wurde, aus dem er im Mai 1916 floh. Das weitere Schicksal Mors’ ist unbekannt.

## Leben
Mors wurde am 2. Oktober 1889 als Carl Menarik in Wien, Österreich-Ungarn, als Sohn eines Buchhalters geboren. Er hatte zwei weitere Geschwister. Über seine Kindheit ist nichts bekannt, außer dass sein größter Traum war, Arzt zu werden. Seine Familie war jedoch zu arm, um ihm tatsächlich ein Studium zu verwirklichen. Dennoch sammelte er einiges an Wissen, unter anderem weil er sich in Krankenhäuser und Kliniken schlich und dort die Ärzte bei der Arbeit beobachtete.
Im Juni 1914 machte er sich auf den Weg in die Vereinigten Staaten, um ein neues Leben zu beginnen. Er ließ seine Familie, Freunde und Identität zurück und nannte sich ab diesem Zeitpunkt Frederick Mors. Am 26. Juni 1914 erreichte er New York City und bezog daraufhin im vornehmen Union Square Hotel seine Unterkunft. Mors wurde als gut gekleidet beschrieben, jedoch bemerkten die Mitarbeiter des Hotels ein langes Jagdmesser, welches er unter seinem Mantel trug. Darauf angesprochen erklärte er, dass er ein berühmter Jäger in seinem Heimatland sei und zum Bärenjagen in die Rocky Mountains wolle. Bereits nach sechs Tagen verließ er mittellos das Hotel, vermutlich hatte er sein ganzes Geld an einen Betrüger verloren. Danach erschien er beim Immigrant Free Employment Bureau auf der Suche nach Arbeit. Mors wurde zu einem vom Independent Order of Odd Fellows betreuten deutschsprachigen Pflegeheim in Unionport (heute Bronx) vermittelt. Das Haus beheimatete zu dieser Zeit 250 Waisen und 100 ältere Männer und Frauen. Bereits kurz nachdem er seine Arbeit angetreten hatte, zeigten sich beim Verhalten Mors' erste Anzeichen einer Megalomanie. Er trug stets einen weißen Kittel und ein Stethoskop um seinen Hals, obwohl er nur die Tätigkeit eines Pförtners ausübte. Außerdem bestand er darauf, dass die älteren Bewohner ihn als „Herr Doktor“ ansprechen sollen. Durch dieses Handeln misstrauten ihm die älteren Bewohner. Die Jüngeren und Besucher schätzten jedoch seine Anwesenheit und mochten ihn.
Zwischen September 1914 und Januar 1915 stieg die Todesrate im Pflegeheim ungewöhnlich stark an. Innerhalb von vier Monaten starben 17 ältere Bewohner. Mors ermordete mindestens acht davon mithilfe von Arsen und Chloroform, um sie laut eigener Aussage von ihrem Leiden zu „erlösen“. Den ersten Mord verübte er mit Arsen, welches er bei einem Apotheker erworben hatte. Danach benutzte er in Chloroform getränkte Wolle, die er in die Nasenlöcher seiner Opfer steckte.

“When you give an old person chloroform, it’s like putting a baby to sleep.”

„Wenn man einem alten Menschen Chloroform verabreicht, ist das so wie ein Baby schlafen zu legen.“

Die Leitung des Altenheims wollte der unerklärlichen Häufung an Todesfällen nachgehen und schaltete die Polizei ein. Die Ermittlungen richteten sich aufgrund der Aussagen der Bewohner früh auf Mors. Schließlich erschien Mors selbst bei der Bezirksstaatsanwalt und prahlte, acht Morde begangen zu haben. Er selbst sah die Morde als einen Akt der Gnade an und dass seine Opfer nur Ärger bereiteten. Weiters behauptete er, dass der Leiter des Pflegeheims ihn zu seinen Morden ermutigt hatte, was jedoch nicht bewiesen werden konnte. Seinen Modus Operandi beschrieb er folgendermaßen:

“First I would pour a drop or two of chloroform on a piece of absorbent cotton and hold it to the nostrils of the old person. Soon my man would swoon. Then I would close the orifices of the body with cotton, stuffing it in the ears, nostrils and so on. Next I would pour a little chloroform down the throat and prevent the fumes escaping the same way.”

„Zuerst goss ich einen oder zwei Tropfen Chloroform auf ein Stück saugfähiger Baumwolle und hielt es an die Nasenlöcher des alten Menschen. Bald wurde derjenige ohnmächtig. Dann verschloss ich die Körperöffnungen mit Baumwolle, stopfte sie also in die Ohren, Nasenlöcher und so weiter. Als nächstes goss ich ein wenig Chloroform in den Hals und verhinderte auf die gleiche Weise, dass die Dämpfe entwichen.“

Bei einer psychiatrischen Untersuchung wurde festgestellt, dass Mors die Tötungen im Wahn verübt hatte. Außerdem wurde eine Narzisstische Persönlichkeitsstörung diagnostiziert. Das Bezirksgericht sprach ihn darauf nicht des Mordes schuldig, sondern ordnete seine Einweisung ins Hudson River State Hospital in Poughkeepsie, New York an. Kurz vor seiner Abschiebung nach Österreich floh Mors im Mai 1916 aus dem Krankenhaus.
1923 wurde in den Wäldern von Torrington, Connecticut ein männliches Skelett gefunden. Neben diesem wurde eine Flasche gefunden, daher wurde von Suizid durch Gift ausgegangen. Beim Körper soll es sich um einen gewissen Dr. Frederick Maurice Beno gehandelt haben. Dieser war 1917 in die Stadt gekommen. Er wurde als freundlich, mit einem großen Wissen in der Medizin, beschrieben. Er wurde zum Leiter der Erste-Hilfe-Abteilung in einer lokalen Fabrik. Bereits ein Jahr nach seiner Ankunft in Torrington verschwand Dr. Beno wieder. Es wurde vermutet, dass Beno und Mors ein und dieselbe Person waren, diese Vermutung konnte jedoch nie bewiesen werden. Weder Mors noch Dr. Beno wurden je wieder gesehen.